# Hegyi harkályrigó
A hegyi harkályrigó (Dendrocincla tyrannina) a madarak (Aves) osztályának verébalakúak (Passeriformes) rendjébe, valamint a fazekasmadár-félék (Furnariidae) családjába tartozó faj.

## Rendszerezése
A fajt Frédéric de Lafresnaye francia ornitológus írta le 1851-ben, a Dendrocops nembe  Dendrocops tyranninus néven, innen helyezték jelenlegi nemébe.

## Alfajai
- Dendrocincla tyrannina hellmayri Cory, 1913
- Dendrocincla tyrannina tyrannina (Lafresnaye, 1851)[2]

## Előfordulása
Az Andokban, Bolívia, Kolumbia, Ecuador, Peru és Venezuela területén honos. Természetes élőhelyei a szubtrópusi és trópusi  síkvidéki és hegyi esőerdők. Állandó, nem vonuló faj.

## Megjelenése
Testhossza 27 centiméter, testtömege 40-64 gramm.

## Életmódja
Rovarokkal táplálkozik.

## Természetvédelmi helyzete
Az elterjedési területe nagy, egyedszáma viszont csökken, de még nem éri el a kritikus szintet. A Természetvédelmi Világszövetség Vörös listáján nem fenyegetett fajként szerepel.